# Бад-Лібенцелль
Бад-Лібенцелль (нім. Bad Liebenzell) — місто в Німеччині, знаходиться в землі Баден-Вюртемберг. Підпорядковується адміністративному округу Карлсруе. Входить до складу району Кальв. У місті знаходиться Замок Лібенцель XIII століття. Його використовують як просвітній майданчик Міжнародного молодіжного форуму «Замок Лібенцелль».
Площа — 33,80 км2. Населення становить 9629 ос. (станом на 31 грудня 2020).